# Planck-nyomás
A Planck-nyomás a Max Planck német fizikus által megalkotott, alapvető fizikai állandókra épített természetes egységrendszer nyomásegysége.
{\displaystyle p_{P}={\frac {F_{P}}{l_{P}^{2}}}={\frac {c^{7}}{\hbar G^{2}}}\approx } 4,63309·10113 Pa
ahol
{\displaystyle F_{P}} a Planck-erő
{\displaystyle c} a fénysebesség vákuumban
{\displaystyle \hbar } a redukált Planck-állandó
{\displaystyle G} a gravitációs állandó
{\displaystyle l_{P}} a Planck-hossz

## Lásd még
- Planck-egységek